# سانتا ماريا د'أولو
بلدية سانتا ماريا دولو (بالكاتالانية: Santa Maria d'Oló) هي إحدى بلديات مقاطعة برشلونة، والتي تقع في منطقة كاتالونيا، شرق إسبانيا.
يبلغ عدد سكانها 1.087 نسمة وفقاً لإحصائية سنة (2007).